# Герра, Франклин
Франклин Джошуа Герра Седеньо (исп. Franklin Joshua Guerra Cedeño; род. 12 апреля 1992 года в Портовьехо, Эквадор) — эквадорский футболист, полузащитник клуба ЛДУ Кито.

## Биография
Герра начал карьеру в клубе «Эль Насьональ». 18 июля 2010 года в матче против ЛДУ Кито он дебютировал в эквадорской Примере. 6 марта 2016 года в поединке против «Гуаякиль Сити» Франклин забил свой первый гол за «Эль Насьональ». В начале 2018 года Герра подписал контракт с ЛДУ Кито. 18 февраля в матче против Депортиво Куэнка он дебютировал за новый клуб.

## Титулы и достижения
- Чемпион Эквадора (1): 2018